# Reset (groupe)
Pour les articles homonymes, voir Reset.
Reset est un groupe de punk rock canadien, originaire de Montréal, au Québec.

## Biographie

### Débuts (1993–2001)

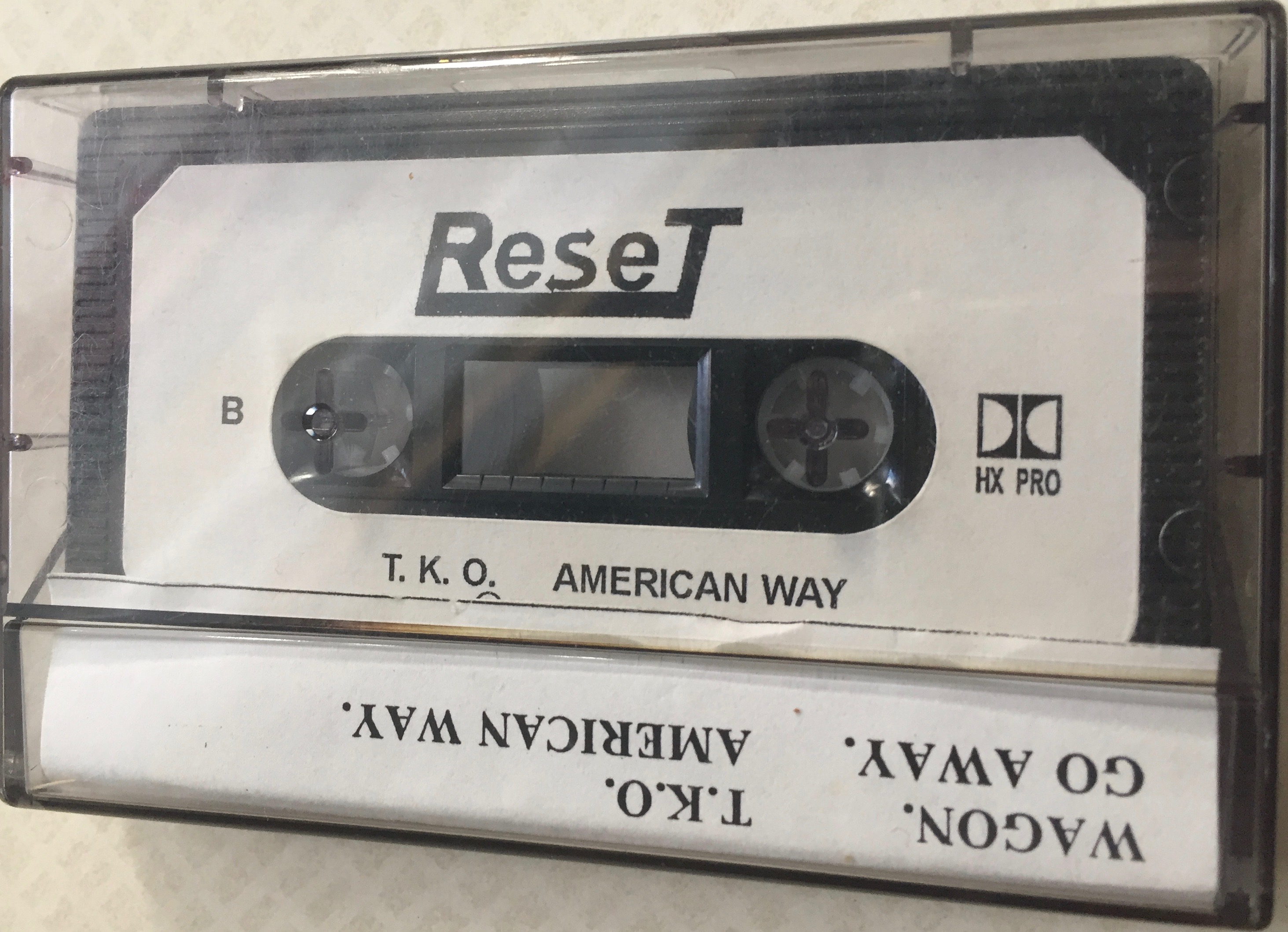
Tout premier enregistrement du groupe Reset en 1995.

En 1995, Reset sort une cassette démo de quatre chansons. Après plusieurs shows, le groupe prend de plus en plus d'ampleur et ils terminent leurs premières chansons en 1996 pour lancer leur premier album l'année suivante.
En 1997, ils sortent leur premier album studio de douze chansons, No Worries, enregistré au studio Morin-Heights. Leur premier, et seul, extrait est Why qui remporte un bref succès commercial. Par la suite, Charles-André Comeau quitte le groupe (un peu avant l'enregistrement du deuxième album), car des conflits se créent entre lui et le groupe mais il ne reste pas en contact avec Pierre, il se consacre plutôt à ses études à l'Université McGill, où il étudie le droit. Il est remplacé par Adrian White qui restera juste assez longtemps avec la formation pour compléter le deuxième album, et participer à quelques concerts pour la promotion de ce dernier.
En 1999, Pierre remplace Jean-Sébastien à la basse puisque celui-ci quitte aussi le groupe pour, lui aussi, se consacrer à ses études.  Sur ce deuxième album, Pierre dédie la chanson Friend à leur ancien batteur, Chuck. Puis peu après la réalisation de No Limits en 2000, Pierre quitte le groupe à son tour parce qu'il n'est pas satisfait de la façon dont ce dernier évoluait. Peu de temps après il se joint à un nouveau groupe dont Chuck est le batteur. C'est David Desrosiers, un ami du groupe qui remplace Pierre, pour partir après six mois rejoindre Pierre et Chuck pour initier Simple Plan. Le premier extrait de No Limits est Pollution qui est la chanson la plus pop de l'album suivi par My Dream and I qui se veut être une quasi-balade punk et qui raconte les problèmes et idéaux du fameux chanteur.  Un dernier extrait, Pressure voit le jour avant que le groupe tombe en léthargie temporaire. Le groupe se sépare en 2001.
Cependant, en 2003, le groupe revient avec un troisième album, intitulé Radioactive, qui est exclusivement produit, réalisé et mixé par Philippe Jolicœur, et publié sous le nom de Reset. Le premier extrait est Kyoto, ensuite suivi par Choke donc le clip montre Philippe J. qui bousille les nouveaux membres de son groupe.

### Retour (depuis 2005)
Le groupe revient officiellement en 2005 avec de nouveaux membres officiels que sont Martin Gendrau (batterie) et Claude Plamondon (2e guitare, basse et chant), eux qui avaient aidé à l'enregistrement de Radioactive et qui feront partie du clip Choke. Ils annoncent très rapidement leur apparition le samedi 7 mai 2005 au Maquisart de Trois-Rivières, et le samedi 14 mai 2005 au Capitole de Québec.
En mars 2008, Reset sort son quatrième album, No Intensity, après plus de cinq ans sans nouveau matériel. No Intensity délivre des titres comme Communicate with Me, Corrupted to the Bones, Papillon, Better Days, ainsi que leur chanson éponyme No Intensity. En mars 2009, le groupe joue avec sa formation originale à l'émission 1-2-3 Punk! de MusiquePlus, aux côtés de GrimSkunk, The Sainte Catherines, Vulgaires Machins, The Planet Smashers et Subb. Le 2 avril 2009, Reset annonce officiellement la reformation du groupe le temps d'un concert tenu au Métropolis de Montréal avec tous les membres originaux.
Le 21 juin 2014, Reset se réunit encore une fois, le temps d'un concert pour le Amnesia Rockfest de Montebello avec tous les membres originaux. Cependant,  à cause de ses responsabilités de père, Jean-Sébastien Boileau n'y participera pas et sera remplacé par David Desrosiers au Budweiser Stage en même temps que Megadeth et Meshuggah. En juin 2015, le groupe joue avant Propagandhi à l'événement Fuck the Sponsors Night avec une nouvelle formation. Le 4 juin 2017, ils sont programmés pour le 4 novembre 2017 à La Sainte Paix, de Drummondville avec le groupe Never Hit Again.

## Membres

### Membres actuels
- Philippe Jolicœur - voix, guitare (depuis 1995)
- Gilbert Vallerand - chant, basse (depuis 2019)
- Gopal Denavathan - batterie (depuis 2015)

### Anciens membres
- Chuck Comeau - batterie (1993–1998)
- Jean-Sébastien Boileau - basse (1994–1998)
- Pierre Bouvier - voix, basse, (1993–1999)
- David Desrosiers - basse, voix (2000)
- Dave Barbaccia - basse, voix (2005)
- Martin Gendreau - batterie (2005-2010)
- Julien Bédard - basse (2010-2011)
- Justin Brandreth - basse (2011-2012)
- Adrian White - batterie, guitare, claviers, samples, voix (1998–2001, 2010-2013)
- Matt Kapuszczak - chant, guitare (2010-2013)
- Cédrik Paquin - basse (2015–2016)
- Claude Plamondon - basse (2005-2018)
- Steven Drudi - guitare (2013-2017)
- Zenab Jaber - chant, basse (2018-2019)